# United States Football League
La United States Football League (USFL) è stata una lega professionistica di football americano, che nel corso di tre stagioni, dal 1983 al 1985, cercò di contrastare il predominio della NFL, disputando la propria stagione in primavera ed estate quindi ingaggiando alcuni dei migliori talenti del football universitario. Per problemi economici, cessò l'attività prima dell'inizio della quarta stagione, dopo un celebre processo intentato alla NFL. Nel 2022 questa lega ha avuto una sorta di rifondazione nella United States Football League (2022) riprendendo gli stessi nomi delle squadre e fissando il calendario delle partite tra la primavera e l'estate onde evitare ulteriore causa legale contro la NFL come avvenuto in precedenza.
Diverse partite di questa lega furono trasmesse in Italia dai canali Mediaset.

## Storia

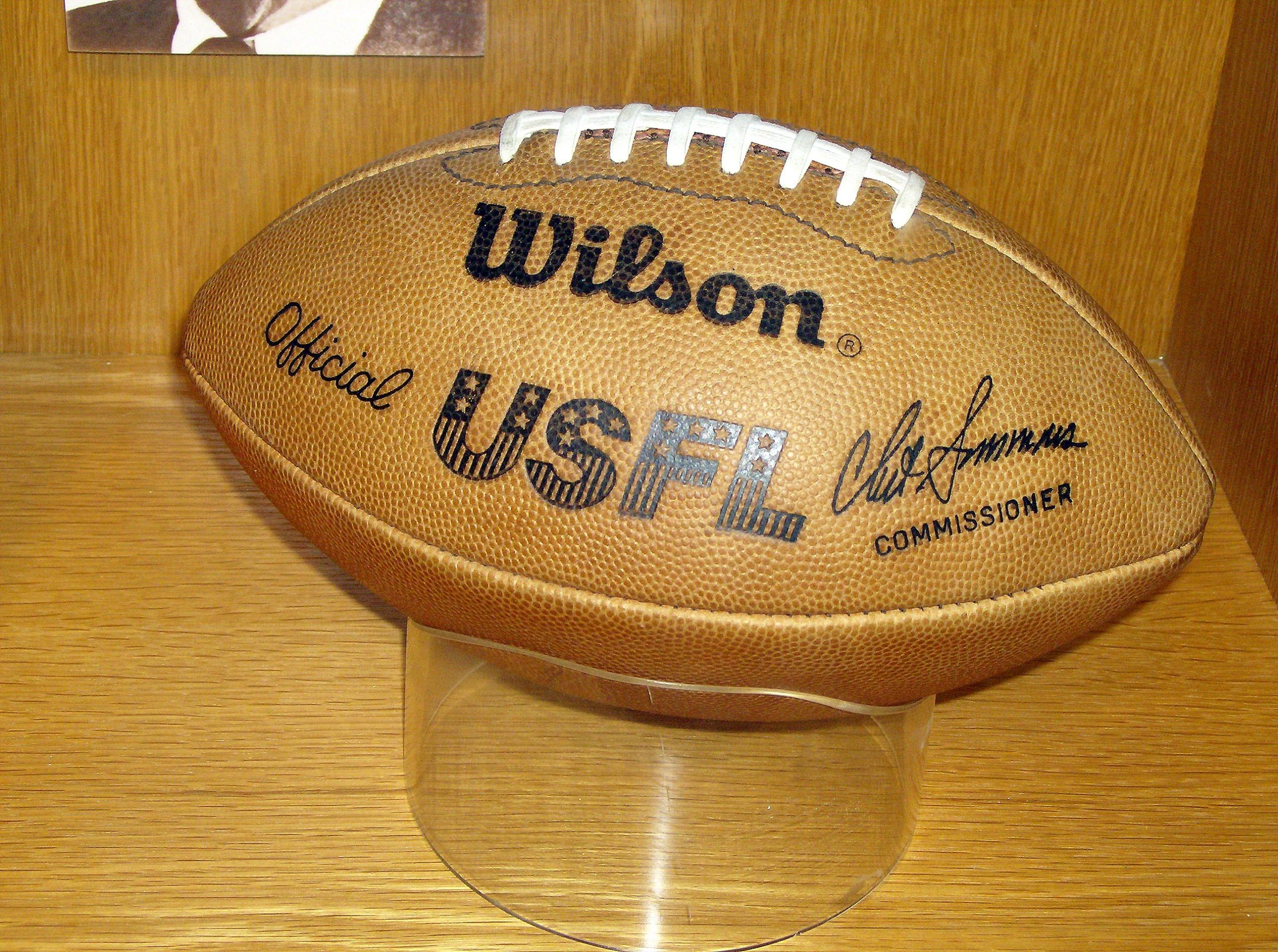
Il pallone ufficiale della USFL

L'11 maggio 1982, David Dixon, un mercante d'arte di New Orleans annunciò la creazione di una nuova lega di football americano che potesse contrastare il monopolio della NFL. Per evitare il confronto diretto con la potente NFL, tuttavia, Dixon pensò di far disputare la stagione della sua lega in primavera ed estate, quando la NFL non giocava, e cercò nuovi mercati in città che non avevano una squadra professionistica. Il 6 marzo 1983, dunque, iniziò la prima stagione della USFL, con 12 squadre, a Filadelfia, Boston, New Jersey, Washington, Detroit, Chicago, Tampa Bay, Birmingham, Oakland, Los Angeles, Denver e Phoenix. Grazie a buoni contratti chiusi con i due grandi network nazionali ABC e ESPN, le squadre della USFL riuscirono a convincere molti talenti a firmare generosi contratti. Su tutti, Herschel Walker, running back di eccezionale talento, miglior giocatore delle università quello stesso anno, che si accordò con i New Jersey Generals, e Anthony Carter, grande ricevitore, che firmò con i Michigan Panthers. Proprio Carter realizzò il touchdown che decise la prima finale, disputata a Denver il 17 giugno, che vide Michigan superare Philadelphia 24-22. L'ottima accoglienza del pubblico allo stadio (quasi 24.000 spettatori di media a partita) e davanti alla televisione portò a un'espansione da 12 a 18 squadre per la seconda stagione, nel 1984. Houston, Memphis, Pittsburgh, San Antonio, Oklahoma City e Jacksonville furono i 6 nuovi mercati raggiunti dalla USFL, mentre altri importanti giocatori firmarono con la lega estiva: Mike Rozier, giocatore dell'anno nelle università, Reggie White, fenomenale difensore, che sarebbe diventato "il ministro della difesa" nei suoi anni nella NFL, Jim Kelly, grandissimo quarterback, e soprattutto Steve Young, che rifiutò la NFL per firmare un contratto da oltre 40 milioni di dollari con i Los Angeles Express, dando una grandissima esposizione mediatica a tutta la lega, al pari dell'arrivo di Donald Trump quale proprietario dei New Jersey Generals. Sul campo, i Philadelphia Stars sconfissero gli Arizona Wranglers 23-3, aggiudicandosi il campionato. Prima dell'inizio della stagione 1985, la USFL prese la decisione che avrebbe segnato la propria fine, annunciando l'intenzione di giocare la stagione 1986 in autunno, in diretta concorrenza con la NFL, contro cui fu anche intentata una causa antitrust. L'annuncio portò a molti trasferimenti di squadre che avevano già una franchigia NFL nella propria città, per primi i campioni in carica, che traslocarono da Filadelfia a Baltimora. Pittsburgh e Chicago, vista la concorrenza degli Steelers e dei Bears, decisero di chiudere le attività, Michigan e Oakland si fusero insieme, e così anche Oklahoma e Arizona. Nonostante l'arrivo di un'altra stella delle università, Doug Flutie, la stagione 1985 fu la meno riuscita della storia. Sul campo, Baltimore superò Oakland 28-24. Molte squadre chiusero la stagione in rosso, e la lega rivolse le proprie speranze alla sentenza del processo contro la NFL. Nel luglio 1986, circa un mese prima dell'inizio della nuova stagione, la USFL vinse la causa, ma ricevette di risarcimento danni la somma di un dollaro (triplicato per la normativa antitrust). Con 160 milioni di dollari di debiti, la USFL dichiarò il proprio fallimento.

## La causa USFL-NFL
Al termine della propria seconda stagione, la USFL intentò causa alla NFL per violazione della normativa antitrust, lo "Sherman antitrust act", chiedendo un risarcimento danni di 567 milioni di dollari, che una volta triplicato, per effetto della normativa antitrust, sarebbe diventata l'astronomica cifra di quasi 1,8 miliardi. La tesi principale sostenuta dagli avvocati della USFL era che la NFL aveva fatto pressione presso i principali network affinché non fornissero copertura alla stagione autunnale della nuova lega, minacciando di adire le vie legali per far rispettare i ricchi contratti che la stessa aveva da anni. Venivano inoltre citate forte pressioni esercitate nei confronti dei club di Oakland e New Jersey affinché abbandonassero la lega, vista l'importanza dei rispettivi bacini d'utenza. Dopo 48 giorni di udienza, centinaia di testimonianze e migliaia di pagine di verbali, il 29 luglio 1986 il gran jury sentenziò che la USFL aveva ragione, dichiarando la maggiore lega professionistica nordamericana colpevole di monopolio illegale sul football professionistico, e di aver usato tattiche predatorie nei confronti della più giovane USFL. Ma i danni riconosciuti alla lega furono simbolici, un solo dollaro, poi triplicato a seguito di quanto previsto dalla normativa antitrust. Il gran jury condannò infatti la NFL per aver volontariamente acquisito e mantenuto una posizione di monopolio sul football, ma non trovò nessun motivo per accettare i reclami della USFL riguardo al presunto controllo delle televisioni esercitato da parte della lega più anziana, a cui era legata la richiesta di risarcimento milionaria.
La sentenza condannò, inoltre, la cattiva gestione della USFL, che aveva cercato di espandersi in maniera aggressiva, sottraendo alla NFL alcuni dei migliori giovani, a costi esorbitanti e a scapito di una più corretta e tranquilla gestione dei bilanci. A seguito della sentenza, il 4 agosto 1986 la USFL decise di sospendere le operazioni per la stagione che stava per cominciare, lasciando liberi i giocatori di cercare un contratto nella NFL. Non ci sarebbe stata più alcuna partita, e la lega dichiarò il fallimento.

## Stagioni

### 1983
Stagione regolare
Atlantic Division
Central Division
Pacific Division
Playoff
Divisional Playoff
- Philadelphia-Chicago 44-38 (supplementari)
- Michigan-Oakland 37-21

Finale
- Michigan Panthers-Philadelphia Stars 24-22

### 1984
Stagione regolare
Atlantic Division
Southern Division
Central Division
Pacific Division
Playoff
Quarti di finale
- Philadelphia-New Jersey 28-7
- Los Angeles-Michigan 27-21 (3 supplementari)
- Birmingham-Tampa Bay 36-17
- Arizona-Houston 17-16

Semifinali
- Arizona-Los Angeles 35-23
- Philadelphia-Birmingham 20-10

Finale
- Philadelphia Stars-Arizona Wranglers 23-3

### 1985
Stagione regolare
Eastern Conference
Western Conference
(*) pareggio
Playoff
Quarti di finale
- Birmingham-Houston 22-20
- Memphis-Denver 48-7
- Oakland-Tampa Bay 30-27
- Baltimore-New Jersey 20-17

Semifinali
- Baltimore-Birmingham 28-14
- Oakland-Memphis 28-19

Finale
- Baltimore Stars-Oakland Invaders 28-24

## Le squadre
Al contrario della NFL, che non ha mai amato stranezze, la USFL si connotò anche per un aspetto goliardico, testimoniato dai nomi molto particolari delle squadre che disputarono i suoi campionati.

### Arizona Outlaws
Gli Arizona Outlaws nacquero nel 1984 come Oklahoma Outlaws, anche se in realtà dovevano essere la squadra di San Diego. Per problemi nell'utilizzo dello stadio cittadino, si trasferirono a Oklahoma City, e al termine della stagione, per problemi finanziari, si fusero con gli Arizona Wranglers. Il miglior giocatore della loro storia è stato il quarterback Doug Williams, che nel 1987 avrebbe vinto il titolo di miglior giocatore del Superbowl NFL con i Washington Redskins.
Record
- Stagione regolare: 14-22 (6-12 come Oklahoma Outlaws)
- Playoff: nessuna apparizione

### Arizona Wranglers
Dopo aver chiuso la stagione 1983 con un record di 4 vinte e 14 perse, gli Arizona Wranglers divennero una delle squadre più forti del 1984 quando il loro proprietario scambiò tutta la franchigia con quella dei Chicago Blitz. Gli Arizona Blitz-Wranglers vinsero 10 partite nella stagione regolare, e nei playoff vinsero 2 partite, fino ad arrivare alla finale, poi persa contro Philadelphia. Nel 1985 si fusero agli Oklahoma Outlaws e formarono gli Arizona Outlaws. Il loro miglior giocatore è stato il quarterback Greg Landry, già grande giocatore dei Detroit Lions, e poi ottimo allenatore nella NFL.
Record
- Stagione regolare: 14-22
- Playoff: 2-1 (finalisti 1984)

### Birmingham Stallions
Una delle franchigie a competere in tutti in tutte e 3 le stagioni di vita della USFL, gli Stallions, che portarono il football professionistico in Alabama, hanno avuto uno dei migliori record di sempre nella stagione regolare. Ma nei playoff, sia nel 1984 che nel 1985, furono fermati dagli Stars in semifinale. Erano guidati in campo da Cliff Stoudt, quarterback di riserva dei Pittsburgh Steelers all'epoca in cui la squadra di Terry Bradshaw vinse 4 Superbowl.
Record
- Stagione regolare: 36-18
- Playoff: 2-2

### Boston Breakers
I Breakers sono ricordati soprattutto per tutti i traslochi che effettuarono, piuttosto che per le vittorie: nati a Boston, si trasferirono al termine del primo anno a New Orleans, perché non gli fu concesso di giocare al Foxboro Stadium, il campo dei New England Patriots. In Louisiana, riuscirono ad ottenere di giocare al Superdome, ma il progetto di entrare in concorrenza con la NFL, in un mercato sportivo dominato dai New Orleans Saints, li convinse a un ultimo spostamento, a Portland. In tutto il loro peregrinare, non ottennero mai fortuna, non riuscendo mai a raggiungere i playoff.
Record
- Stagione regolare: 25-29
- Playoff: nessuna apparizione

### Chicago Blitz
Una delle migliori squadre della prima stagione della USFL, in cui persero al primo turno dei playoff contro Philadelphia solo ai supplementari, i Blitz non beneficiarono certamente dal cambio in blocco con gli Arizona Wranglers deciso dai rispettivi proprietari, e nel 1984 i Chicago Wranglers-Blitz ottennero uno dei record peggiori della lega. Molti giocatori che poi passarono alla NFL, ma nessuno di loro si mise in particolare luce nella lega maggiore.
Record
- Stagione regolare: 17-19
- Playoff: 0-1

### Denver Gold
Anche la squadra di Denver partecipò a tutte le stagioni della lega, e si distinsero soprattutto perché cercarono di collaborare con i Denver Broncos, da cui ricevettero ospitalità al "Mile high stadium" e molti allenatori. Raggiunsero la post-season solo nell'ultimo anno, ma vennero subito sconfitti da Memphis.
Record
- Stagione regolare: 27-27
- Playoff: 0-1

### Houston Gamblers
I Gamblers saltarono la prima stagione della USFL, ma nelle successive furono tra le squadre migliori, raggiungendo in entrambi gli anni i playoff, dove non ebbero però fortuna, perdendo sempre al primo turno, con uno scarto totale di 3 punti. Erano guidati sul campo da Jim Kelly, futura stella della NFL nei Buffalo Bills, che nel 1984 stabilì il record di yard passate da un quarterback della lega, con 5.219.
Record
- Stagione regolare: 23-13
- Playoff: 0-2

### Jacksonville Bulls
I Bulls giocarono la loro prima stagione nella lega nel 1984, chiudendo con un pessimo record di 6 vinte e 12 perse. L'anno seguente, con il talento di Mike Rozier arrivarono a 9 vittorie, sfiorando l'accesso ai playoff. Il 4 marzo 1984, nell'incontro casalingo con i New Jersey Generals, stabilirono il primato di presenze allo stadio per un incontro della USFL, con un pubblico di oltre 73.000 paganti. L'entusiasmo mostrato dalla città nel seguire la squadra sarebbe poi stato uno dei motivi principali per cui la NFL decise di concedere un team professionistico a Jacksonville, i Jaguars.
Record
- Stagione regolare: 15-21
- Playoff: nessuna apparizione

### Los Angeles Express
Per cercare di stimolare la fantasia dei fan del mercato sportivo più difficile d'America, gli Express ingaggiarono la stella di Brigham Young University, il quarterback Steve Young, con un contratto faraonico, superiore ai 40 milioni di dollari. Ma la stella di Young non brillò mai molto in una squadra che non era alla sua altezza, se non in occasione dell'unica loro vittoria nei playoff, quando sconfissero i campioni uscenti di Michigan 27-21 al termine della partita più lunga nella storia del football professionistico, risolta nel terzo supplementare, dopo 93 minuti e 33 secondi di gioco.
Record
- Stagione regolare: 21-33
- Playoff: 1-1

### Memphis Showboats
In una lega che cercò di privilegiare lo spettacolo e il gioco d'attacco, gli Showboats investirono sulla difesa e su Reggie White, che nei suoi anni di NFL sarebbe diventato "il ministro della difesa". Si presentarono nella lega solo nel secondo campionato, e dopo un anno di apprendistato, raggiunsero i playoff nel 1985. Dopo aver battuto nettamente Denver, furono sconfitti in semifinale dai futuri campioni, i Baltimore Stars. Come per Jacksonville, l'affetto della città per la sua squadra sarebbe stato un motivo importante di scelta quando la NFL decise di espandersi anche in Tennessee, con i Titans.
Record
- Stagione regolare: 18-18
- Playoff: 1-1

### Michigan Panthers
I vincitori del primo campionato USFL, i Panthers ebbero un grande seguito a Detroit, tanto da giocare al Silverdome, lo stadio dei Detroit Lions. Ma l'ipotizzato spostamento del campionato in autunno provocò un forte attrito tra le dirigenze delle due squadre, tanto che per fare fronte ai debiti derivanti dal mancato utilizzo del Silverdome, i Panthers furono costretti a fondersi con gli Oakland Invaders per disputare la stagione 1985. Il quarterback Bobby Hebert fu il giocatore preminente della franchigia, che condusse alla vittoria del 1983.
Record
- Stagione regolare: 22-14
- Playoff: 2-1 (campioni 1983)

### New Jersey Generals
Dopo un primo anno negativo, i Generals furono una delle squadre più forti nel 1984 e nel 1985, anche se non ebbero mai fortuna ai playoff. Acquistati da Donald Trump prima della stagione 1984, si avvalsero dei milioni del magnate americano per acquistare il running back Herschel Walker e il quarterback Doug Flutie, due vincitori dell'Heisman Trophy, ma nonostante la bravura dei due giocatori, si imbatterono sempre ai playoff negli Stars, futuri campioni della lega. La stagione 1986 della USFL, che non vide mai la luce, doveva vederli uniti agli Houston Gamblers in una squadra da sogno che doveva comprendere anche Jim Kelly e Ricky Sanders, ma il fallimento della lega non rese realizzabile la formazione di questo "dream team".
Record
- Stagione regolare: 31-23
- Playoff: 0-2

### Oakland Invaders
Dopo il trasferimento dei Raiders a Los Angeles, gli Invaders divennero l'unica squadra di football di Oakland, beneficiando in tal modo di un grande sostegno popolare. Già ai playoff nel 1983, beneficiarono grandemente della fusione con i Michigan Panthers, e grazie anche al gioco brillante di Anthony Carter, che sarebbe stato un grandissimo giocatore dei Minnesota Vikings nella NFL, raggiunsero la finale del 1985. Furono sconfitti, tuttavia, dai Baltimore Stars 28-24 nell'ultima partita della storia della USFL.
Record
- Stagione regolare: 29-24-1
- Playoff: 2-2 (finalisti 1985)

### Orlando Renegades
I Renegades nacquero come Washington Federals, e nella capitale giocarono le prime due stagioni. La decisione della lega di passare alla stagione autunnale nel 1986 costrinse i Federals a lasciare Washington, piazza poco ricettiva vista la presenza dei Redskins, e a trasferirsi a Orlando (Florida), ma nemmeno in questa maniera si risollevarono le sorti di una delle squadre con il peggior record nella storia della USFL.
Record
- Stagione regolare: 12-42 (7-29 come Washington Federals)
- Playoff: nessuna apparizione

### Philadelphia Stars
La squadra di maggior successo della lega, sempre in finale, vincitrice nel 1984 e anche nel 1985, dopo il trasferimento a Baltimora. Gli Stars erano guidati in panchina da Jim Mora, poi allenatore nella NFL dei New Orleans Saints e degli Indianapolis Colts, e sul campo dal runningback Kelvin Bryant, poi con i Washington Redskins prima che un infortunio ponesse fine alla sua carriera nel 1990 e dal quarterback Chuck Fusina, che nonostante la presenza nella lega di elementi del calibro di Steve Young e Jim Kelly, fu di gran lunga il regista più vincente della USFL.
Record
- Stagione regolare: 41-12-1 (10-7-1 come Baltimore Stars)
- Playoff: 7-1 (3-0 come Baltimore Stars, campioni 1984 e 1985, finalisti 1983)

### Pittsburgh Maulers
Se Philadelphia rappresentò il top della lega, la vicina Pittsburgh non riuscì mai a proporre una formazione competitiva, anche a causa della forza degli Steelers, una delle squadre più amate di tutta la NFL. Nonostante la presenza tra le proprie file di Mike Rozier, vincitore dell'Heisman Trophy del 1983, i Maulers, che disputarono la sola stagione 1984, non riuscirono a fare meglio di 3 vittorie.
Record
- Stagione regolare: 3-15
- Playoff: nessuna apparizione

### San Antonio Gunslingers
Anche la squadra di San Antonio non ebbe molto successo di pubblico e non raggiunse mai i playoff nei suoi due anni di partecipazione al campionato. Rick Neuheisel, ex allenatore dei Baltimore Ravens, fu uno dei pochi giocatori a mettersi in mostra tra le file della squadra texana.
Record
- Stagione regolare: 12-24
- Playoff: nessuna apparizione

### Tampa Bay Bandits
Una delle squadre storiche della USFL, i Bandits disputarono tutti e tre i campionati della lega, e furono uno dei rari casi di squadra USFL che riuscì ad attrarre più pubblico della corrispondente NFL, i Tampa Bay Buccaneers, tanto che allo scioglimento della lega, ben 17 dei suoi giocatori passarono ai Buccaneers. Poco fortunati nelle due presenze ai playoff, i Bandits annoverarono tra le loro file Nate Newton, che avrebbe vinto tre Super Bowl da protagonista con i Dallas Cowboys, e il futuro lottatore professionista Lex Luger.
Record
- Stagione regolare: 35-19
- Playoff: 0-2

## Giocatori degni di nota e imprese individuali

### Giocatori della USFL indotti nella Pro Football Hall of Fame
Al luglio 2012, sei giocatori e allenatori militanti nella USFL sono stati inseriti nella Pro Football Hall of Fame:
- Marv Levy (allenatore) – Chicago Blitz 1984 – Classe del 2001
- George Allen (allenatore) – Chicago Blitz 1983 & Arizona Wranglers 1984 – Classe del 2002
- Jim Kelly – Houston Gamblers 1984–1985 – Classe del 2002
- Steve Young – LA Express 1984–1985 – Classe del 2005
- Reggie White – Memphis Showboats 1984–85 – Classe del 2006
- Gary Zimmerman – LA Express 1984–1985 – Classe 2008

### MVP della lega
- 1983: Kelvin Bryant, RB, Philadelphia Stars
- 1984: Jim Kelly, QB, Houston Gamblers
- 1985: Herschel Walker, RB, New Jersey Generals

### MVP della finale
- 1983: Bobby Hebert, QB, Michigan Panthers
- 1984: Chuck Fusina QB, Philadelphia Stars
- 1985: Kelvin Bryant RB, Baltimore Stars

### Commissioner
- Chet Simmons (13 giugno 1982 - 14 gennaio 1985)
- Harry Usher (15 gennaio 1985–1987)

### Primati di tutti i tempi
Corse
- Corse tentate: 1.143 Herschel Walker
- Yard corse: 5.562 Herschel Walker
- Touchdown su corsa: 54 Herschel Walker

Ricezioni
- Ricezioni: 234 Jim Smith
- Yard ricevute: 3.685 Jim Smith
- Touchdown ricevuti: 31 Jim Smith

Passaggi
- Passaggi tentati: 1.352 John Reaves
- Passaggi completati: 766 John Reaves
- Yard passate: 10.039 Bobby Hebert
- Passaggi da touchdown: 83 Jim Kelly
- Passaggi intercettati: 57 Bobby Hebert